# Carl Barnett Allendoerfer
Carl Barnett Allendoerfer (Kansas City (Missouri), 4 de abril de 1911 — 29 de setembro de 1974) foi um matemático estadunidense.

## Obras
- com Cletus Oakley: Principles of Mathematics, McGraw-Hill. 1955
- com Oakley: Fundamentals of Freshman Mathematics, McGraw-Hill 1959
- Mathematics for Parents, MacMillan 1965
- com Oakley: Fundamentals of College Algebra, McGraw-Hill 1967
- Principles of Arithmetic and Geometry for Elementary School Teachers, MacMillan 1971
- Calculus of Several Variables and Differentiable Manifolds, Macmillan, 1974
- com Oakley, Donald Kerr: Elementary Functions, McGraw-Hill, 1977